# 金川街道
金川街道，是中华人民共和国内蒙古自治区巴彦淖尔市临河区下辖的一个乡镇级行政单位。于2018年1月设立，辖区面积7平方公里，有居民14836户、42112人。

## 行政区划
金川街道下辖以下地区：
ID“Template:PRC admin/data/15/08/02/013/000”在系统中是未知的。请使用一个有效的实体ID。。